# Baseballstatistikker
I baseball er statistikker et ofte brugt redskab til vurdering af hold og holdenes enkelte spillere.
Pga. sportens hyppige ophold er det muligt at nedskrive en baseballkamps udvikling i detaljer på et dertil indrettet stykke papir. Dette kaldes scoring og praktiseres af mange tilskuere. Ligaens officielle scorer indberetter matchens tal. Den uofficielle "videnskab", der beskæftiger sig med baseballstatistikker, kaldes sabermetrics.

## Historie
Statistikeren og sportsjournalisten Henry Chadwick betragtes af mange som værende baseballstatistikkernes fader. Det var ham, der – inspireret af en tradition inden for cricket – introducerede scoring i baseball i slutningen af det 19. århundrede, og han opfandt også visse statistikker, som stadig bruges i dag, bl.a. batting average og earned run average.
De simpleste, grundlæggende statistikker som batting average, RBI, earned run average og wins blev hurtigt almindeligt kendte blandt fans. Det var imidlertid først i 1950'erne, at baseballencyklopædier udbredte tallene til den brede befolkning.
I 1980'erne begyndte den såkaldte "talrevolution" i baseballverdenen. Anført af statistikeren og baseballhistorikeren Bill James blev de gamle, hævdvundne statistikker kritiseret, og nye, mere avancerede mål blev foreslået. Dette førte til et internt opgør blandt klubber, trænere og talentspejdere med traditionalisterne på den ene side og de nye statheads (sabermetricians) på den anden.
Bogen Moneyball: The Art of Winning an Unfair Game af forfatteren Michael M. Lewis (2003) skabte stor debat. Den handler om holdet Oaklands Athletics og deres ukonventionelle holdmanager Billy Beane, som sværger til avancerede statistikker for at få sit hold til at vinde på trods af et forholdsvis lille budget. Athletics' succes samt Boston Red Sox' World Series-sejr i 2004 er blevet betragtet som en sejr for sabermetrics, eftersom begge hold har stor fokus på talmateriale og nyskabende research.
I de seneste år har professionelle analysefirmaer som Baseball Prospectus videreført den videnskabelige metode og sat yderligere spørgsmålstegn ved hundrede år gamle taktikker og fordomme i baseball. Der arbejdes i øjeblikket særlig meget på evalueringsrutiner, der er i stand til at tage højde for en spillers situation – såsom hjemmestadion og medspillere – og som således kan sammenligne spillere både fra forskellige ligaer, men også fra forskellige tidsaldre. Desuden er systemer, som kan "spå" en spillers fremtidige præstationer ud fra nøje analyse af hans karriere, under heftig udvikling.

## Ofte benyttede statistikker
Herunder følger en liste over de mest basale baseballstatistikker. I parentes er angivet forkortelsen for den pågældende statistik.

### Batting
plate appearance (PA)
En batter tildeles én plate appearance for hver gang, han træder frem for at batte (altså ikke hver gang der kastes et pitch til ham).
at bat (AB)
Et at bat er næsten det samme som en plate appearance; dog tildeles ikke et at bat, hvis batteren bliver ramt af et pitch (HBP), hvis pitcheren giver en walk (BB eller IBB), eller hvis batteren slår et sacrifice (SF eller SH).
run (R)
En spiller tildeles et run (også kaldet run scored), hver gang han scorer et point for sit hold (dvs. kommer sikkert til home plate). Spilleren behøver ikke selv være kommet på base, men kan sagtens have været skiftet ind i stedet for en anden løber.
hit (H)
Groft sagt tildeles en batter et hit, hver gang han når sikkert til 1. base efter at have slået bolden i spil. Dette gælder også, hvis han skulle forsøge at løbe videre end 1. base. Et home run tæller også som et hit. Der tildeldes ikke et hit, hvis batteren kun når sikkert til første base pga. en fejl af modstanderholdet (en error). Der tildeles heller ikke et hit, hvis batteren kun når sikkert til 1. base på grund af en fielder's choice (FC).
single (1B)
En single (eller et base hit) tildeles batteren, hvis han når sikkert til 1. base efter at have slået bolden i spil, og hvis det i øvrigt tæller som et hit.
double (2B)
En double tildeles batteren, hvis han når sikkert til 2. base på sit hit, uden tilstedeværelse af en error. Man kan altså godt nå til 2. base og alligevel kun blive tildelt en single, hvis den ekstra base skyldes en error.
triple (3B)
En triple tildeles batteren, hvis han når sikkert til 3. base på sit hit, uden tilstedeværelse af en error. Man kan altså godt nå til 3. base og alligevel kun blive tildelt en double (eller single), hvis de(n) ekstra base(r) skyldes en error.
home run (HR)
Batteren tildeles et home run, hvis han på sit hit når alle 4 baser rundt, uden tilstedeværelse af en error. Man kan altså godt nå hele vejen rundt og alligevel kun blive tildelt en triple (eller single/double), hvis de(n) ekstra base(r) skyldes en error.
extra base hit (EBH el. XBH)
En fællesbetegnelse for doubles, triples og home runs. EBH = 2B + 3B + HR.
strikeout (SO el. K)
Batteren tildeles en strikeout, hvis pitcheren formår at kaste en strikeout mod ham.
walk (BB)
Batteren tildeles en walk (også kaldet base on balls, deraf BB), hvis pitcheren giver en walk, dvs. fire kast uden for strikezonen.
intentional walk (IBB)
Hvis pitcheren tydeligt med vilje giver en walk, tildeles batteren en intentional walk (kaldes også en intentional base on balls).
hit by pitch (HBP)
Hvis batteren bliver ramt af et pitch, får han tildelt et hit by pitch, og han må gå uforstyrret til 1. base.
sacrifice fly (SF)
Batteren tildeles en sacrifice fly, hvis han "ofrer" sig selv ved at slå bolden så langt ud i outfielden, at en løber kan nå at score, efter bolden er blevet grebet.
sacrifice hit (SH)
Batteren tildeles et sacrifice hit, hvis han "bunter" bolden foran sig selv, hvorved en løber kan nå at score eller avancere en base på bekostning af batteren.
runs batted in (RBI)
Der tildeles én RBI til en batter, hver gang en løber scorer et run som resultat af, at den pågældende batter har været fremme for at slå (ikke nødvendigvis at bat). Hvis batteren slår et home run, og der er en medspiller på alle tre baser, tildeles batteren således 4 RBI.
total bases (TB)
Det totale antal baser i løbet af en kamp (eller i løbet af sæsonen), som en batter er nået sikkert frem til efter selv at have slået bolden i spil. Formlen lyder: TB = 1B + 2*2B + 3*3B + 4*HR.
batting average (BA el. AVG)
Beregnes som følger: BA = H/AB. Et meget brugt mål for, hvor ofte batteren får sendt bolden sikkert i spil. Angives traditionelt som decimaltal, fx 0,270 (på amerikansk: .270, udtales "two-seventy").
on base percentage (OBP)
Beregnes som følger: OBP = (H + BB + HBP)/PA. Angiver, hvor ofte batteren når sikkert til minimum 1. base pr. gang, han træder frem for at batte.
slugging percentage (SLG)
Beregnes som følger: SLG = TB/AB. Et mål for batterens styrke (og til dels også hurtighed og kløgt), dvs. hvor mange baser han kommer frem pr. at bat.
on base plus slugging (OPS)
Summen af on base percentage og slugging percentage: OPS = OBP + SLG. Dette lidt abstrakte tal er et mål for, hvor "helstøbt" batteren er, da det både tager højde for stabilitet og styrke.

### Løb
run (R)
En spiller tildeles et run (også kaldet run scored), hver gang han scorer et point for sit hold (dvs. kommer sikkert til home plate). Spilleren behøver ikke selv være kommet på base, men kan sagtens have været skiftet ind i stedet for en anden løber.
stolen base (SB)
En løber tildeles en stolen base, hvis han stjæler en base, dvs. når en base frem, uden at batteren rammer det kastede pitch.
caught stealing (CS)
En løber siges at være caught stealing, hvis han bliver tagget ud, mens han forsøger at stjæle en base.
stolen base percentage (SBP)
Et tal for, hvor ofte det lykkes løberen at stjæle en base, i forhold til hvor ofte han forsøger. SBP = SB/(SB + CS).

### Fielding
error (E)
En fielder tildeles en error, hvis han begår en fejl, der resulterer i at det offensive hold bliver bedre stillet. En fejl er sædvanligvis et missed catch eller et dårligt kast, der tillader offensiven at nå sikkert på base eller ekstra baser frem.
putout (PO)
Antallet af løbere, som fielderen får out (fx ved at røre dem eller deres base med bolden, eller ved at gribe en batters slag, før bolden rammer jorden).
assist (A)
En fielder tildeles en assist, hvis han kaster en bold til en medspiller, som ender med at få en løber out. Der kan godt være flere mellemled, så fx centerfielderen kaster bolden til shortstoppen, som kaster den videre til catcheren, der får en løber out. I dette tilfælde tildeles både centerfielderen og shortstoppen en assist, mens catcheren tildeles et putout (PO).
total chances (TC)
Beregnes således: TC = PO + A + E.
fielding percentage (FP)
Beregnes som følger: FP = (TC – E)/TC. Angiver, hvor ofte fielderen succesfuldt hjælper til med at få en løber out i forhold til, hvor ofte han får chancen til det.

### Pitching
innings pitched (IP)
Antal outs en pitcher noteres, delt med 3. En inning defineres som tre outs. 7.2 innings betyder således 7 innings plus 2 outs i den ottende inning.
earned run (ER)
En pitcher tildeles et earned run, hver gang modstanderholdet scorer et run, som ikke skyldes en fejl af en medspiller (en error). Man "renser" altså inningen for errors, og belaster kun pitcheren de runs, der ville være sket i en inning uden errors og passed balls (en passed ball er når catcheren misser at gribe en bold fra pitcheren, som han burde have grebet under normale omstændigheder). Hvis "pitcher A" tillader en batter at komme på base, og denne batter senere scorer, tildeles "pitcher A" en earned run, uanset om han i mellemtiden er blevet udskiftet med "pitcher B".
earned run average (ERA)
Beregnes således: ERA = 9*ER/IP. Angiver, hvor mange runs pitcheren tillader pr. 9 innings. Earned run average er en af de mest benyttede statistikker til evaluering af en pitchers evner.
win (W)
En pitcher tildeles et win, hvis hans hold, mens han er den aktive pitcher, kommer foran på pointtavlen og holder denne føring til kampens slutning. En starting pitcher skal dog pitche mindst 5 innings for at fortjene en win; hvis han ikke gør det, tildeles en win til den relief pitcher, som ifølge den officielle scorer har pitchet "mest effektivt". Der tildeles altid netop ét win pr. kamp.
loss (L)
En pitcher tildeles et loss, hvis han hold, mens han pitcher, kommer bagud og ikke når at udligne eller komme foran, før kampen slutter. Der tildeles altid netop ét loss pr. kamp.
save (S)
En relief pitcher tildeles en save, hvis han kommer ind i kampen som holdets sidste pitcher, mens hans hold er foran med 3 eller færre point, og denne føring ikke sættes over styr (der er dog en række undtagelser).

### Holdet
wins (W)
Så mange kampe, holdet har vundet (her betyder wins altså ikke det samme som under pitching).
losses (L)
Så mange kampe, holdet har tabt.
won-lost percentage
Hvor mange procent af holdets kampe, det har vundet. Da en baseballkamp ikke kan ende uafgjort, beregnes det som antal sejre delt med antallet af spillede kampe, dvs. W/(W + L). Et holds won-lost percentage afgør, hvor det ligger i stillingen.
games behind (GB)
Det antal kampe, som et hold skulle have vundet i stedet for tabt for at ligge på en delt førsteplads. Det førende hold er altså pr. definition 0 GB, hvilket normalt angives med en tankestreg. Hvis to hold ikke har spillet lige mange kampe, behøver GB ikke nødvendigvis være et helt tal (der afrundes dog til nærmeste halve). Formel: GB = (Wfører – Lfører + L – W)/2.

## Eksterne links
- En komplet samling af mere end 100 års baseballstatistikker
- Liste over statistiske forkortelser, både almindelige og mere esoteriske
- En begynderguide til scoring og statistikker Arkiveret 1. juli 2005 hos  Wayback Machine
- Grundig gennemgang af, hvordan man scorer en baseballkamp Arkiveret 23. juni 2006 hos  Wayback Machine
- Time Magazines portræt af Bill James Arkiveret 18. juni 2006 hos  Wayback Machine
- Baseball Prospectus